# Maika
Maika(舞花) ou Iseri Maika (井芹舞花) (Kumamoto, 31 de agosto de 1990) é uma cantora japonesa de J-pop.

## Discografia

### Álbuns
- 30 de junho de 2010-Possible

### Singles
- 27 de janeiro de 2010-Never Never Never Give Up
- 14 de abril de 2010-Never Cry
- 23 de junho de 2010-Oshiete yo ~miseducation~ (教えてよ ～miseducation～; Teach Me)